# Seven's Grand Prix Series 2014
Navigation
Seven's Grand Prix Series 2013 Seven's Grand Prix Series 2015
Le Seven's Grand Prix Series 2014 est la treizième édition de la plus importante compétition européenne de rugby à sept. Elle se déroule entre juin et septembre 2014 et est organisée par Rugby Europe.

## Équipes participantes
- Allemagne
- Angleterre
- Belgique
- Écosse
- Espagne
- France
- Géorgie
- Italie
- Roumanie
- Pays de Galles
- Portugal
- Russie

## Grand Prix Series
| Date            | Lieu                   | Vainqueur  | Finaliste | Troisième |
| --------------- | ---------------------- | ---------- | --------- | --------- |
| 8–9 juin        | Lyon, France           | France     | Belgique  | Espagne   |
| 28–29 juin      | Moscou, Russie         | Angleterre | Portugal  | Écosse    |
| 13–14 septembre | Manchester, Angleterre | Angleterre | France    | Russie    |
| 20–21 septembre | Bucarest, Roumanie     | France     | Espagne   | Écosse    |

## Classement général
L'équipe de France de rugby à 7 remporte le Seven's Grand Prix Series 2014.
Elle est sacrée championne d'Europe pour la première fois. La Roumanie est reléguée.
| No | Équipe         | Lyon | Moscou | Manchester | Bucarest | Total |
| -- | -------------- | ---- | ------ | ---------- | -------- | ----- |
| 1  | France         | 20   | 6      | 18         | 20       | 64    |
| 2  | Écosse         | 12   | 16     | 12         | 16       | 56    |
| 3  | Angleterre     | 8    | 20     | 20         | 6        | 54    |
| 4  | Russie         | 14   | 10     | 16         | 14       | 54    |
| 5  | Espagne        | 16   | 3      | 14         | 18       | 51    |
| 6  | Belgique       | 18   | 8      | 10         | 12       | 48    |
| 7  | Pays de Galles | 3    | 12     | 8          | 10       | 33    |
| 8  | Géorgie        | 10   | 14     | 1          | 4        | 29    |
| 9  | Portugal       | 2    | 18     | 4          | 3        | 27    |
| 10 | Allemagne      | 6    | 2      | 6          | 8        | 22    |
| 11 | Italie         | 4    | 4      | 2          | 2        | 12    |
| 12 | Roumanie       | 1    | 1      | 3          | 1        | 6     |

## Première étape
La première épreuve se déroule au Matmut Stadium à Lyon en France du 7 au 8 juin 2014.
Chaque équipe affronte toutes les équipes de sa poule, les matchs se succédant d'une poule à l'autre. La France remporte cette étape en battant largement la Belgique en finale sur le score de 40 à 10.

## Deuxième étape
La seconde étape à Moscou est remporté en finale par l'Angleterre contre le Portugal 47 à 12.

## Troisième étape
La troisième étape a lieu à Manchester. L'Angleterre remporte la finale contre la France 28-21.

## Quatrième étape
La quatrième étape a lieu à Bucarest au stadium Arcul de Triumf. La France remporte la finale contre l'Espagne 21-17 et devient championne d'Europe de rugby à 7 pour la première fois.

## Statistiques

### Meilleurs marqueurs
| Rang | Joueur              | Essais |
| ---- | ------------------- | ------ |
| 1    | Vincent Hart        | 18     |
| 2    | Virimi Vakatawa     | 13     |
| 3    | James Johnstone     | 12     |
| -    | Dimitry Perov       | 12     |
| -    | Charles Reynaert    | 12     |
| 6    | Julien Candelon     | 11     |
| 7    | Colin Gregor        | 10     |
| 8    | Terry Bouhraoua     | 9      |
| -    | Jason Harries       | 9      |
| -    | Denis Simplikevich  | 9      |
| 11   | Vladimir Ostroushko | 8      |
| -    | Phil Szczesny       | 8      |

### Meilleurs réalisateurs
| Rang | Joueur                | Points | Essais | Transf. | Pén. | Drops |
| ---- | --------------------- | ------ | ------ | ------- | ---- | ----- |
| 1    | Vincent Hart          | 177    | 18     | 42      | 1    | 0     |
| 2    | Dimitry Perov         | 140    | 12     | 40      | 0    | 0     |
| 3    | Colin Gregor          | 130    | 10     | 40      | 0    | 0     |
| 4    | Christian Lewis-Pratt | 119    | 7      | 42      | 0    | 0     |
| 5    | Terry Bouhraoua       | 93     | 9      | 24      | 0    | 0     |
| 6    | Paul Albaladejo       | 72     | 6      | 21      | 0    | 0     |
| 7    | Virimi Vakatawa       | 65     | 13     | 0       | 0    | 0     |
| 8    | Julien Candelon       | 63     | 11     | 4       | 0    | 0     |
| -    | Fabian Heimpel        | 63     | 3      | 24      | 0    | 0     |
| 10   | Merab Kvirikashvili   | 60     | 6      | 15      | 0    | 0     |
| -    | Charles Reynaert      | 60     | 12     | 0       | 0    | 0     |

## Diffusion
Les matchs peuvent être suivis en direct sur Dailymotion qui les diffuse via le compte de la Rugby Europe.